# Adelaide (film)
Adelaide è un film del 1992 diretto da Lucio Gaudino.
La sceneggiatura è liberamente tratta dalla novella omonima di De Gobineau. La storia si svolge in Italia sul finire del secolo XVIII.

## Trama
Clara è una donna celebre per la sua bellezza, la sua intelligenza e il suo spirito. Amata e ammirata da tutti, pensa già con terrore al momento del suo declino. Per questo sceglie un amante giovane, Federico, con l'intenzione  di farne un uomo felice. Lui le dovrà tutto, apprenderà da lei ogni cosa, l'amerà per tutta la vita, anche quando lei non sarà più così desiderabile. Tutto va bene fino alla morte del comandante Koller, il marito di Clara. Appena finito il periodo di lutto, la donna decide, contro ogni convenzione, di regolarizzare la sua posizione e sposare Federico, che aveva sedotto la figlia di Clara, Adelaide.

## Luoghi delle riprese
Il film è stato girato ad Ariccia, in provincia di Roma, a Palazzo Chigi.